# بلقاء جرداء
بلقاء جرداء (الاسم العلمي:Melaleuca glaberrima) هو نوع من النباتات يتبع جنس البلقاء من فصيلة الآسية.